# A Man on the Beach
Pour plus de détails, voir Fiche technique et Distribution.
A Man on the Beach est un court métrage britannique réalisé par Joseph Losey et sorti en 1955.

## Fiche technique
- Titre : A Man on the Beach
- Réalisation : Joseph Losey
- Scénario : Joseph Losey (non crédité), Jimmy Sangster[1], d'après le roman de Victor Canning Chance At the Wheel
- Musique : John Hotchkis
- Photographie : Wilkie Cooper
- Montage : Henry Richardson
- Durée : 29 minutes[2]
- Date de sortie : 1956

## Distribution
- Donald Wolfit : Carter
- Michael Medwin : Maxie
- Michael Ripper

## Critique
Pour Wheeler Winston Dixon, « Immaculately photographed by Wilkie Cooper, this peculiar and atmospheric caper film centring on a casino robbery, scripted by Jimmy Sangster, offers an interesting hint as to Losey's future direction in British cinema. »